# Érythromycine
L'érythromycine est un antibiotique macrolide qui a un spectre antimicrobien similaire ou légèrement plus large que celui des pénicillines. Elle est souvent utilisée chez des personnes allergiques aux pénicillines. Pour les infections des voies respiratoires, elle offre un meilleur spectre contre des organismes atypiques y compris le mycoplasme. On l'utilise également pour traiter les infections à Chlamydia, la syphilis, et la gonorrhée. Sous forme de traitement dermique local, elle est fréquemment utilisée pour traiter l'acné.
L'érythromycine est produite par une souche d'Actinomyces : Saccharopolyspora erythraea, que l'on appelait autrefois Streptomyces erythraeus (d'où le nom).

## Historique
En 1949, Abelardo Aguilar, un savant philippin, avait envoyé divers échantillons de sol à son employeur, la firme Eli Lilly. L'équipe de recherche de cette firme, menée par J. M. McGuire, a réussi à isoler l'érythromycine, et elle fut commercialisée dès 1952 sous la marque Ilosone (d'après Iloilo, le nom de la région des Philippines d'où elle provenait). L'érythromycine a également été appelée ilotycine. Elle a aussi été commercialisée au Canada sous le nom de Eryc par le laboratoire Parke-Davis.

## Formes disponibles
L'érythromycine est disponible sous forme de comprimés à enrobage entérique, de suspensions orales, d'injections, de gels et autres formes dermiques.

## Mécanisme d'action
L'érythromycine empêche la croissance des bactéries, par interférence avec la biosynthèse des protéines. Elle se lie avec la sous-unité ribosomique 50S et empêche ainsi la translocation des peptides et la formation de polypeptides.
L'érythromycine est également utilisée en injection intraveineuse en préparation de certaines endoscopies digestives hautes dans le but d'accélérer la vidange gastrique.

## Métabolisme
On observe, rarement, les effets indésirables suivants : une allergie cutanée, et des troubles digestifs (nausées, vomissements, douleurs abdominales et diarrhée). En cas de doute, il convient de consulter votre médecin le plus tôt possible.